# Celina Mickiewiczowa
Celina Mickiewicz z domu Szymanowska, właśc. Felicja Celina Franciszka Józefa (ur. 16 lipca 1812, zm. 5 marca 1855) – żona Adama Mickiewicza, matka sześciorga jego dzieci, krewna Aleksandry Faucher.

## Życiorys

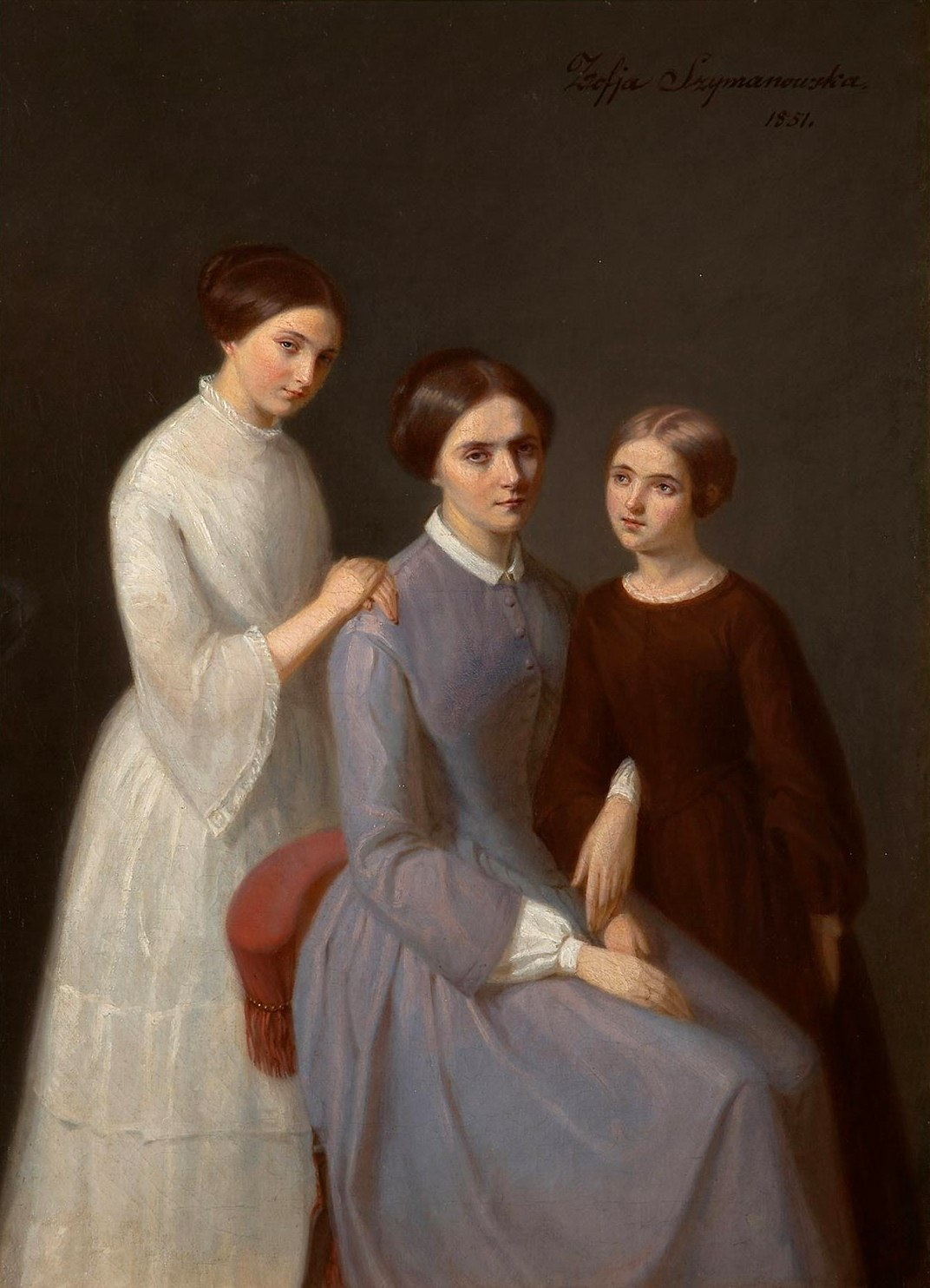
Celina Mickiewiczowa z córkami Marią i Heleną

Urodziła się jako córka pianistki Marii Szymanowskiej (z frankistowskiej rodziny Wołowskich) i Józefa Szymanowskiego. Jej siostrą była Helena, zamężna z Franciszkiem Malewskim, a przyrodnią siostrą była Zofia Szymanowska-Lenartowicz.
Mickiewicz pojął ją za żonę w Paryżu 22 lipca 1834; z małżeństwa tego narodziło się sześcioro dzieci – córki Maria i Helena oraz czterech synów: Władysław (1838–1926), Józef (1850–1938), Aleksander oraz Jan.
Małżonka Mickiewicza spotkała się z niechęcią środowiska polskiej emigracji, w tym m.in. Zygmunta Krasińskiego. Zarzucano jej rozrzutność, brak umiejętności gotowania, tendencje do dominacji w związku, niezrównoważenie psychiczne. Z powodu choroby psychicznej żony Mickiewicz miewał myśli samobójcze, a w grudniu 1838 problemy małżeńskie skłoniły go do próby samobójczej. W trakcie trwania małżeństwa zdradzał żonę ze śpiewaczką Anną Ksawerą Deybel.
W 1838 roku uznała się za wieszczkę, a także wcielenie Matki Bożej, odkupicielkę Polski, emigracji i Żydów. Twierdziła też, że posiada moc uzdrawiania, którą, w jej opinii z powodzeniem, wypróbowała na ciężko chorym Adolfie Zaleskim. Adam Mickiewicz początkowo sam opiekował się żoną, lecz gdy uznał, że jej stan psychiczny pogarsza się, oddał ją do szpitala dla obłąkanych w Vanves, gdzie kilkakrotnie przeszła terapię polegającą między innymi na straszeniu pacjentów, odmawianiu im snu czy też polewaniu zimną wodą. Uwolnił ją stamtąd Andrzej Towiański, twierdząc, że dokonał jej cudownego uzdrowienia. Celina uwierzyła w jego zapewnienia o rzekomo odzyskanym zdrowiu psychicznym i do końca życia pozostała już pod wpływem jego oraz Koła Sprawy Bożej.
Zmarła na raka. Została pochowana na cmentarzu Père-Lachaise. Po ekshumowaniu jej zwłok przeniesiono je na cmentarz Les Champeaux w Montmorency. Grobowiec rodziny Mickiewiczów istnieje tam do dziś.
Po śmierci Celiny w 1855 Mickiewicz pozostawił nieletnie dzieci w Paryżu i wyjechał do Konstantynopola, gdzie sam wkrótce zmarł.